# Cogollo del Cengio
Cogollo del Cengio es un municipio italiano de 3.477 habitantes de la provincia de Vicenza (región de Véneto). 

## Demografía
| Gráfica de evolución demográfica de Cogollo del Cengio entre 1861 y 2001 |
|                                                                          |
| fuente ISTAT - elaboración gráfica a cargo de Wikipedia                  |